# Neubau (Wiedeń)
Neubau ([ˈnɔɪ̯baʊ̯]ⓘ) – siódma dzielnica Wiednia. 
Od 1850 znajduje się w granicach miasta, utworzona jako samodzielna dzielnica w 1861 roku. Sąsiaduje z pięcioma dzielnicami: od północy z Josefstadt (VIII), od wschodu z Innere Stadt (I), od południa z Mariahilf (VI), a do zachodu z Rudolfsheim-Fünfhaus (XV) i Ottakringiem (XVI).
Na terenie dzielnicy znajduje się Dzielnica Muzeów (niem. MuseumsQuartier) oraz Teatr Ludowy (niem. Volkstheater).